# Trận al-Faw (lần thứ nhất)
Trận chiến al-Faw lần thứ nhất là một trận chiến trong Chiến tranh Iran-Iraq, diễn ra tại bán đảo al-Faw từ 10/2 đến 10/3/1986. Chiến dịch của Iran được coi là một trong những thành tựu lớn nhất của Iran trong Chiến tranh Iran-Iraq. Người Iran đã có thể chiếm được bán đảo al-Faw, cắt đứt đường tiếp cận Vịnh Ba Tư của Iraq trong quá trình này; điều này đến lượt mình khiến thái độ của Iraq cứng rắn hơn trong việc tiến hành chiến tranh. Bán đảo Faw sau đó đã được quân Iraq chiếm lại gần cuối chiến tranh.
Vào ngày 9 tháng 2 năm 1986, Iran đã phát động Chiến dịch Bình minh 8, một cuộc tấn công đổ bộ tinh vi và được lên kế hoạch cẩn thận qua sông Shatt al-Arab (Arvand Rud) tấn công quân đội Iraq bảo vệ bán đảo al-Faw chiến lược, kết nối Iraq với Vịnh Ba Tư. Người Iran đã đánh bại quân phòng thủ Iraq, phần lớn là lực lượng bán quân sự Iraqi Popular Army, chiếm được mũi bán đảo, bao gồm cả trung tâm cảnh báo và kiểm soát không quân chính của Iraq bao phủ Vịnh Ba Tư, cũng như hạn chế quyền tiếp cận đại dương của Iraq. Iran đã cố gắng duy trì việc kiểm soát Al-Faw trước một số cuộc phản công của Iraq, bao gồm các cuộc tấn công của Lực lượng Vệ binh Cộng hòa và các cuộc tấn công bằng vũ khí hóa học, và đã giữ vững trong một tháng nữa mặc dù có thương vong nặng nề cho đến khi đạt được bế tắc .
Trận al-Faw lần thứ nhất là một thành công lớn đối với Iran, quốc gia lúc đó nắm giữ một vị trí chiến lược quan trọng, nhưng lại khiến các quốc gia khác trong khu vực như Kuwait và Ả Rập Xê Út lo ngại, những quốc gia đã tăng cường hỗ trợ cho Iraq. Mặc dù trận chiến chính thức kết thúc vào tháng 3 năm 1986, các cuộc giao tranh nhỏ lẻ vẫn tiếp diễn trong hai năm cho đến tháng 4 năm 1988, khi Iraq chiếm lại bán đảo al-Faw trong Trận al-Faw lần thứ hai.
1. 1 2  Razoux, Pierre (2015). The Iran-Iraq War. Harvard University Press, 2015. tr. 354,360. ISBN 978-0674915718.
2. ↑  "آشنایی با عملیات والفجر ۸" [Familiarity with Operation Dawn 8]. ngày 24 tháng 2 năm 2013.
3. ↑  Woods, Kevin M. (2011). Iraqi Perspectives Project: A View of Operation Iraqi Freedom from Saddam's Senior Leadership (PDF). Alexandria, VA: Institute for Defense Analyses. ISBN 978-0-9762550-1-7. Bản gốc (PDF) lưu trữ ngày 9 tháng 6 năm 2010. Truy cập ngày 16 tháng 11 năm 2012.
4. ↑  Razoux, Pierre (2015). The Iran-Iraq War. Harvard University Press, 2015. tr. 354, 360. ISBN 978-0674915718.
5. ↑  Weapons of Mass Destruction: Chemical and biological weapons (bằng tiếng Anh). ABC-CLIO. 2005. tr. 165. ISBN 9781851094905.
6. ↑  Stephen C. Pelletiere, The Iran-Iraq War: Chaos in a Vacuum, ABC-CLIO, 1992, p.142